# Irene Skliva
Irene Skliva (Atenas, 4 de abril de 1978) es una modelo y reina de belleza griega, reconocida por haber sido la ganadora del certamen de Miss Mundo 1996 y por su posterior carrera como modelo y personalidad televisiva en su país.

## Carrera
Después de ganar el título de Miss Hellas en el concurso Star Hellas, representó a su país en Bangalore, India, durante el concurso de Miss Mundo en 1996, ganando el certamen al vencer a las finalista Carolina Arango de Colombia y Anuska Valéria Prado de Brasil.

### Después de Miss Mundo
Después de completar su año como Miss Mundo, Skliva regresó a Grecia donde siguió una carrera en televisión y en el modelaje. Su rostro apareció en las portadas de numerosas revistas griegas como Diva y LipStick. Ha participado en algunos de los desfiles de moda más grandes del mundo en Atenas, Milán y Munich. Irene está representada por la Agencia Ace Models.